# دي أس آي واير
دي أس آي واير (بالإنجليزية: DSiWare)‏ هي ألعاب متاحة للتنزيل لمشغل ألعاب الفيديو المحمول نينتندو دي أس آي عبر دي أس آي شوب ولا يمكن تشغيلها على طرز دي أس السابقة. أضاف التحديث الذي صدر لنينتندو 3دي أس في يونيو 2011 دعمًا لخدمة نينتندو إي شوب، والتي تضمنت مكتبة دي أس آي شوب الكاملة لألعاب دي أس آي واير (في ذلك الوقت) باستثناء بعض الألعاب والتطبيقات. كان هناك أكثر من 200 لعبة قابلة للتنزيل متوفرة في أمريكا الشمالية اعتبارًا من أغسطس 2010. توقف دي أس آي شوب عن نشاطه في 31 مارس 2017، ولكن لم تتأثر ألعاب وتطبيقات دي أس آي واير على متجر نينتندو إي شوب. كانت آخر لعبة لدي أس آي واير هي كرايزي تراين التي صدرت في الولايات المتحدة في 28 يناير 2016.

## قائمة ألعاب دي أس آي واير
| اللعبة                                               | النوع                        | الناشر             | اليابان        | أمريكا الشمالية | أوروبا         | أستراليا       |
| ---------------------------------------------------- | ---------------------------- | ------------------ | -------------- | --------------- | -------------- | -------------- |
| إلكتروبلانكتون                                       | إيقاعية                      | نينتندو            | 7 أبريل 2005   | 9 يناير 2006    | 7 يوليو 2006   | لم تصدر        |
| أونو                                                 | بطاقات                       | غيم لوفت           | 9 ديسمبر 2009  | 21 ديسمبر 2009  | 20 نوفمبر 2009 | 20 نوفمبر 2009 |
| بلانتس فيرسيز زومبيز                                 | الدفاع عن البرج              | بوب كاب            | لم تصدر        | 14 مارس 2011    | 6 مايو 2011    | 6 مايو 2011    |
| بيجيويلد تويست                                       | ألغاز                        | بوب كاب            | 14 ديسمبر 2009 | 14 ديسمبر 2009  | 14 ديسمبر 2009 | 14 ديسمبر 2009 |
| دراغون كويست وارز                                    | استراتيجية تناوب الأدوار     | سكوير إنكس         | 24 يونيو 2009  | 28 سبتمبر 2009  | 9 أكتوبر 2009  | 9 أكتوبر 2009  |
| دكتور ماريو إكسبريس                                  | ألغاز                        | نينتندو            | 24 ديسمبر 2008 | 20 أبريل 2009   | 1 مايو 2009    | 1 مايو 2009    |
| ذا ليجند أوف زيلدا: آه لينك تو ذا باست أند فور سوردز | أكشن-مغامرات                 | نينتندو            | 28 سبتمبر 2011 | 28 سبتمبر 2011  | 28 سبتمبر 2011 | 28 سبتمبر 2011 |
| رايمان                                               | مغامرات                      | يوبي سوفت          | لم تصدر        | 7 ديسمبر 2009   | 25 ديسمبر 2009 | لم تصدر        |
| زوماز ريفينج!                                        | ألغاز                        | بوب كاب            | 15 سبتمبر 2009 | 15 سبتمبر 2009  | 15 سبتمبر 2009 | 15 سبتمبر 2009 |
| غيم أند واتش دونكي كونغ جونيور                       | أكشن                         | نينتندو            | 19 أغسطس 2009  | 19 أبريل 2011   | 23 أبريل 2011  | 23 أبريل 2011  |
| غيم أند واتش ماريوز سيمينت فاكتوري                   | أكشن                         | نينتندو            | 19 أغسطس 2009  | 22 مارس 2010    | 26 مارس 2010   | مارس 2010      |
| فيراري جي تي: إيفولوشن                               | سباقات                       | —                  | 26 أبريل 2010  | 26 أبريل 2010   | 26 أبريل 2010  | 26 أبريل 2010  |
| فيلدرانرز                                            | الدفاع عن البرج              | ساباتوميك ستوديوز  | لم تصدر        | 8 فبراير 2010   | 11 يونيو 2010  | 11 يونيو 2010  |
| كايف ستوري                                           | مترويدفنيا، منصات، إطلاق نار | نيبون إشي سوفت وير | 22 نوفمبر 2011 | 29 نوفمبر 2010  | لم تصدر        | لم تصدر        |
| كت ذا روب                                            | ألغاز                        | إلكترونيك آرتس     | 22 سبتمبر 2011 | 22 سبتمبر 2011  | 22 سبتمبر 2011 | 22 سبتمبر 2011 |
| ماريو ضد دونكي كونغ: مينيز مارش أغين                 | ألغاز                        | نينتندو            | 7 أكتوبر 2009  | 8 يونيو 2009    | 21 أغسطس 2009  | 21 أغسطس 2009  |
| ناناشي نو غيم                                        | رعب نفسي                     | سكوير إنكس         | 3 يوليو 2008   | لم تصدر         | لم تصدر        | لم تصدر        |
| نيد فور سبيد: نيترو                                  | سباقات                       | إلكترونيك آرتس     | لم تصدر        | 3 نوفمبر 2009   | 6 نوفمبر 2009  | 5 نوفمبر 2009  |
| هيرو أوف سبارتا                                      | أكشن-مغامرات                 | غيم لوفت           | 2008           | 9 ديسمبر 2008   | 2008           | 2008           |